# 5398 Jennifergannon
5398 Jennifergannon è un asteroide della fascia principale esterna. Scoperto nel 1989, presenta un'orbita caratterizzata da un semiasse maggiore pari a 3,007933 UA e da un'eccentricità di 0,024457, inclinata di 9,627272° rispetto all'eclittica. Ha un diametro di 10,471 km e un'albedo di 0,212.